# Lebogang Phiri
Lebogang Lelani Phiri (Johannesburg, 9 novembre 1994) è un calciatore sudafricano, centrocampista del Guingamp.

## Caratteristiche tecniche
È un centrocampista centrale.

## Carriera

### Club
Cresciuto nelle giovanili del Brøndby, ha debuttato il 28 aprile 2013 in un match vinto 2-1 contro l'Odense.
Nel 2017, dopo 5 anni fra le file del club norvegese, viene acquistato dal Guingamp.

### Nazionale
Tra il 2015 ed il 2019 ha totalizzato complessivamente 8 presenze e 2 reti con la nazionale sudafricana.

## Statistiche

### Presenze e reti nei club
Statistiche aggiornate al 7 luglio 2017.
| Stagione        | Squadra         | Campionato      | Campionato | Campionato | Coppe nazionali | Coppe nazionali | Coppe nazionali | Coppe continentali | Coppe continentali | Coppe continentali | Altre coppe | Altre coppe | Altre coppe | Totale | Totale | Totale |
| Stagione        | Squadra         | Comp            | Pres       | Reti       | Comp            | Pres            | Reti            | Comp               | Pres               | Reti               | Comp        | Pres        | Reti        | Pres   | Reti   |        |
| --------------- | --------------- | --------------- | ---------- | ---------- | --------------- | --------------- | --------------- | ------------------ | ------------------ | ------------------ | ----------- | ----------- | ----------- | ------ | ------ | ------ |
| 2012-2013       | Brøndby         | SL              | 5          | 2          | CD              | 0               | 0               |                    | -                  | -                  |             | -           | -           | 5      | 2      |        |
| 2013-2014       | Brøndby         | SL              | 21         | 1          | CD              | 0               | 0               |                    | -                  | -                  |             | -           | -           | 21     | 1      |        |
| 2014-2015       | Brøndby         | SL              | 30         | 1          | CD              | 2               | 1               | UEL                | 2                  | 0                  |             | -           | -           | 34     | 2      |        |
| 2015-2016       | Brøndby         | SL              | 28         | 3          | CD              | 4               | 0               | UEL                | 8                  | 0                  |             | -           | -           | 40     | 3      |        |
| 2016-2017       | Brøndby         | SL              | 34         | 1          | CD              | 2               | 0               | UEL                | 7                  | 0                  |             | -           | -           | 43     | 1      |        |
| Totale Brondby  | Totale Brondby  | Totale Brondby  | 118        | 8          |                 | 8               | 1               |                    | 13                 | 0                  |             | -           | -           | 139    | 1      |        |
| Totale carriera | Totale carriera | Totale carriera | 118        | 8          |                 | 8               | 1               |                    | 13                 | 0                  |             | -           | -           | 139    | 1      |        |

### Cronologia presenze e reti in nazionale
| Cronologia completa delle presenze e delle reti in nazionale ― Sudafrica | Cronologia completa delle presenze e delle reti in nazionale ― Sudafrica | Cronologia completa delle presenze e delle reti in nazionale ― Sudafrica | Cronologia completa delle presenze e delle reti in nazionale ― Sudafrica | Cronologia completa delle presenze e delle reti in nazionale ― Sudafrica | Cronologia completa delle presenze e delle reti in nazionale ― Sudafrica | Cronologia completa delle presenze e delle reti in nazionale ― Sudafrica | Cronologia completa delle presenze e delle reti in nazionale ― Sudafrica |
| Data                                                                     | Città                                                                    | In casa                                                                  | Risultato                                                                | Ospiti                                                                   | Competizione                                                             | Reti                                                                     | Note                                                                     |
| ------------------------------------------------------------------------ | ------------------------------------------------------------------------ | ------------------------------------------------------------------------ | ------------------------------------------------------------------------ | ------------------------------------------------------------------------ | ------------------------------------------------------------------------ | ------------------------------------------------------------------------ | ------------------------------------------------------------------------ |
| 25-03-2015                                                               | Lobamba                                                                  | eSwatini                                                                 | 1 – 3                                                                    | Sudafrica                                                                | Amichevole                                                               | -                                                                        | 71’                                                                      |
| 18-06-2016                                                               | Windhoek                                                                 | Sudafrica                                                                | 1 – 1                                                                    | Lesotho                                                                  | COSAFA Cup                                                               | -                                                                        |                                                                          |
| 22-06-2016                                                               | Windhoek                                                                 | Sudafrica                                                                | 5 – 1                                                                    | eSwatini                                                                 | COSAFA Cup                                                               | 1                                                                        |                                                                          |
| 25-06-2016                                                               | Windhoek                                                                 | Sudafrica                                                                | 3 – 2                                                                    | Botswana                                                                 | COSAFA Cup                                                               | -                                                                        |                                                                          |
| 13-06-2017                                                               | Saulspoort                                                               | Sudafrica                                                                | 1 – 2                                                                    | Zambia                                                                   | Amichevole                                                               | -                                                                        | 58’                                                                      |
| Totale                                                                   |                                                                          | Presenze                                                                 | 5                                                                        |                                                                          | Reti                                                                     | 1                                                                        |                                                                          |